# Mixcoatlus
Mixcoatlus es un género de serpientes venenosas de la familia Viperidae. Sus especies son endémicas de México.

## Especies
Se reconocen las 3 especies siguientes:
- Mixcoatlus barbouri (Dunn, 1919)
- Mixcoatlus browni (Shreve, 1938)
- Mixcoatlus melanurus (Müller, 1923)